# Ocios de Españoles Emigrados
Ocios de Españoles Emigrados fue una revista mensual publicada en Londres en español entre 1824 y 1827, durante la Década Ominosa, por los emigrados liberales españoles que habían tenido que escapar de la persecución absolutista del rey Fernando VII.

## Estructura
Consta de siete volúmenes –31 números– publicados desde abril de 1824 a octubre de 1827. Su publicación tuvo que ser interrumpida entre noviembre y diciembre de 1826; el último año fue de periodicidad trimestral. Sus contenidos son diversos, pues su intención era publicar los trabajos literarios y científicos en que los liberales españoles se entretenían mientras esperaban confiados e inquietos la caída o la muerte de Fernando VII y el retorno del régimen liberal, como se declara en el primer número:

Intitulamos este periódico Ocios de Españoles Emigrados porque esa es la causa de que se publique lo que sin esta emigración y sin haber cesado en las tareas que teníamos por nuestro destino en España nunca se pensara en escribir. El ocio suele debilitar a muchos el vigor del espíritu, convirtiéndose en triste ociosidad. Nosotros, por la misericordia de Dios, viéndonos en tierra extraña, aunque tan amiga, y hallándonos sin ocupación forzosa, hemos echado mano de otra voluntaria, sugiriendo en esto el impulso de una como segunda naturaleza, que tal llegó ya a ser la costumbre de trabajar, comunicando a nuestros semejantes lo poco que sabemos.

Incluye así artículos de historia, botánica –especialmente importantes los de Mariano Lagasca–, literatura, variedades, política, cuadros de costumbres, recensiones, crítica literaria, etc.

## Historia
En 1824, los hermanos Jaime y Joaquín Lorenzo Villanueva y el exministro de Hacienda José Canga Argüelles fundaron esta revista, que contó con un numeroso plantel de colaboradores entre todos los liberales moderados españoles agrupados en el barrio londinense de Somers Town y pertenecientes en su mayor parte a la tertulia de Francisco Espoz y Mina, quien consideraba de momento imposible un intento militar de entrar en España. Una tertulia opuesta, la de José María Torrijos, era de opinión contraria, pero la experiencia demostraría que Espoz y Mina tenía razón. Jaime Villanueva falleció enseguida, el 14 de noviembre de 1824, así que se incorporó para sustituirlo Pablo Mendíbil como redactor principal junto con Joaquín Lorenzo Villanueva y José Canga Argüelles. Mendíbil se encargó principalmente de la sección literaria. Entre los colaboradores figuraron el librero, gramático y bibliófilo Vicente Salvá, José Urcullu, el botánico Mariano Lagasca...
Fue la revista de más larga vida del exilio español y en sus páginas se procuran evitar discusiones y polémicas entre liberales moderados y exaltados, algo que no ocurría, por ejemplo, en El Español Constitucional de Álvaro Flórez Estrada y José María Calatrava. A partir del número cuarto empiezan a abundar las alusiones a las jóvenes repúblicas hispanoamericanas, pues no en vano el ecuatoriano Vicente Rocafuerte, gran amigo de Joaquín Lorenzo Villanueva, se había constituido en el principal sostén económico de la revista –consiguió una subscripción de doscientos ejemplares para la legación diplomática de México–; sin embargo las críticas de Canga Argüelles a Simón Bolívar dieron al traste con esa fuente de financiación y la revista desapareció por este motivo. José Canga Argüelles, sin embargo, iniciaría un año después una nueva revista de carácter mensual, El Emigrado Observador, apoyado en este caso por el editor y propietario de la Imprenta Española en Londres, Marcelino Calero y Portocarrero, también exiliado español.